# Neococcidencyrtus drysus
Neococcidencyrtus drysus är en stekelart som beskrevs av John S. Noyes 1987. Neococcidencyrtus drysus ingår i släktet Neococcidencyrtus och familjen sköldlussteklar. Inga underarter finns listade i Catalogue of Life.